# Augusto Sánchez
Augusto Sánchez Beriguete (19 december 1983) is een Dominicaans wielrenner die in 2014 reed voor Team Differdange-Losch.
Sánchez won in zijn carrière twee gouden medailles op de Centraal-Amerikaanse en Caraïbische Spelen.

## Overwinningen
2004
8e etappe Ronde van Martinique
2005
2e etappe Ronde van Puerto Rico
2006
 Centraal-Amerikaanse en Caraïbische Spelen, Ploegkoers (met Jorge Luis Pérez)
10e etappe Ronde van Cuba
2007
8e etappe deel A Ronde van Guadeloupe
Dominicaans kampioen tijdrijden, Elite
2010
 Centraal-Amerikaanse en Caraïbische Spelen, Puntenkoers
2e etappe Vuelta Independencia Nacional
Eindklassement Vuelta Independencia Nacional
2011
1e etappe Vuelta Independencia Nacional
2014
Dominicaans kampioen tijdrijden, Elite
2017
Dominicaans kampioen tijdrijden, Elite
2018
2e etappe Vuelta a la Independencia Nacional
Eindklassement Vuelta a la Independencia Nacional
 Caribisch kampioen tijdrijden, Elite

## Ploegen
- 2008 –  Caico Cycling Team
- 2014 –  Team Differdange-Losch (tot 25-7)

Cortés · Cruz · Duprey · Font · González · Jaime · Martínez · Matei · Navarro · Pulgarin · Sánchez · Vidal · Zapata